# Морты
Морты (тат. Морт) — село в Елабужском районе Татарстана. Административный центр и единственный населенный пункт Мортовского сельского поселения.

## География
Находится в северной части Татарстана на расстоянии приблизительно 16 км на запад-северо-запад по прямой от районного центра города Елабуга.
Через село проходит автодорога Сосновка — Лубяны — М7.

## История
Известно с 1619 года.
В «Списке населенных мест по сведениям 1859—1873 годов», изданном в 1876 году, населённый пункт упомянут как казённая деревня Морты 1-го стана Елабужского уезда Вятской губернии. Располагалась при речке Мортовке, на Елабужско-Малмыжском почтовом тракте, в Елабугу, в 24 верстах от уездного города Елабуги и в 23 верстах от становой квартиры в казённом селе Сарали. В деревне, в 131 дворе проживали 885 человек (405 мужчин и 480 женщин), были мечеть, мельница.
В начале XX века были 2 мечети.
В 1944—1954 годах село являлось административным центром Мортовского района.

## Население
| 2012 | 2013 | 2014 | 2015 | 2016 | 2017 |
| ---- | ---- | ---- | ---- | ---- | ---- |
| 885  | ↗895 | ↗903 | ↘883 | ↘877 | ↘866 |

Постоянных жителей было в 1859 году — 885, в 1887—1656, в 1905—2128, в 1920—2047, в 1926—2372, в 1938—2206, в 1949—1759, в 1958—1689, в 1970—1379, в 1979—1134, в 1989—1026. Постоянное население составляло 878 человек (татары 98 %) в 2002 году, 889 в 2010.